# Линия 13 (Парижское метро)
Линия 13 — одна из 16 линий Парижского метрополитена. До 1930 года называлась «Линия B». Соединяет северные пригороды Парижа (Женвилье, Ле-Куртий и Сен-Дени) с южными (Шатийон, Монруж, Малакофф), проходя через центральную часть агломерации. На большей части станций линии установлены автоматические платформенные ворота. На схемах имеет бирюзовый цвет, как и линия 3bis, и число 13.

## Хронология
- 26 февраля 1911 — открытие компанией Север-Юг линии В (Сен-Лазар — Порт-де-Сент-Уэн)
- 20 января 1912 — начало работы северо-западной ветви (Ля-Фурш — Порт-де-Клиши)
- 1930 — вхождение линии В в подчинение СМР и переименование в линию 13. Проектировавшаяся линия С переименована в старую линию 14
- 21 января 1937 — Монпарнас — Бьенвеню — Порт-де-Ванв (первый участок старой линии 14)
- 27 июля 1937 — старая линия 14 продлена (открыт перегон Дюрок — Монпарнас — Бьенвеню, участок Дюрок — Энвалид передан из состава линии 10
- 30 июня 1952 — Порт-де-Сент-Уэн — Карфур-Плейель
- 27 июня 1973 — Сен-Лазар — Миромениль
- 18 февраля 1975 — Миромениль — Шанз-Элизе — Клемансо
- 26 мая 1976 — Карфур-Плейель — Базилик-де-Сен-Дени
- 9 ноября 1976 — открытие участков Шанз-Элизе — Клемансо — Энвалид (включение в линию 13 старой линии 14) и Порт-де-Ванв — Шатийон — Монруж
- 9 мая 1980 — Порт-де-Клиши — Габриэль Пери
- 25 мая 1998 — Базилик-де-Сен-Дени — Сен-Дени — Университе
- 14 июня 2008 — Габриэль Пери — Ле-Куртий

## Проекты развития
Во второй половине 2000-х годов рассматривались проекты продления обеих разветвлений линии 13 в северной части Большого Парижа. После продления северо-западной ветви до станции Ле-Куртий 14 июня 2008 года, было внесено предложение построить ещё одну станцию — «Порт де Женвилье» рядом с главным речным портом Большого Парижа. Также 6 июня 2013 года был презентован альтернативный проект развития «Северная петля О-де-Сен» (фр. Boucle Nord des Hauts-de-Seine) с продлением ветви до Аргентёя, разработку проектной документации планировалось начать в 2016 году. В 2013 году проект был включён в программу развития Иль-де-Франса до 2030 года.
Северно-восточную ветвь линии планировалось продлить на два перегона в коммуну Стенз, с возможностью пересадки на Трамэкспресс Т11. Проект рассматривался в 2008—2013 годах, в сентябре—декабре 2013 года он был исключён из планов развития до 2030 года..
В первой половине 2000-х годов французская интернет-газета «20минут» опубликовала статью, в которой говорилось о перегруженности линии 13 и перспективах увеличения пропускной способности.

## Подвижной состав
Линия обслуживается пятивагонными составами модели MF 77, базирующимися в двух депо — ателье де Плейель и ателье де Шатийон. Поезда на линии прошли капитальный ремонт в 2007 году. В поездах сделали меньше сидячих мест, чтобы входило больше пассажиров.